# Ел Косимано
Ел Косимано (на английски: Elle Cosimano) е американска писателка на произведения в жанра трилър, криминален роман и фентъзи.

## Биография и творчество
Ел Косимано е родена във Вашингтон, САЩ. Баща ѝ е надзирател в затвор с максимална сигурност и учител в начално училище. Израства в предградията на Вашингтон. Следва психология в колежа „Сейнт Мери“ в Мериленд. По време на колежа работи на временни работни места, а след дипломирането си в продължение на 14 години работи в областта на търговията на недвижимите имоти. През 2010 г. си взема дълга почивка и започва да пише под псевдонима Ел Косимано, ползвайки първата буква на името си. Ежегодно посещава Писателската полицейска академия в Техническия обществен колеж Гилфорд, където проучва информация за книгите си.
Първият ѝ трилър за юноши „Ниърли изчезва“ от едноименната поредица е издаден през 2014 г. Героинята Ниърли Бозуел е ученичка, която пази в тайна всичко, което би я направило мишена на присмех от съучениците. Но когато сериен убиец започва да напада ученици, оставяйки загадъчни реклами във вестника, тя започва да ги дешифрира с помощта на новия човек в училище, който е на работа под прикритие за полицията. Събирайки уликите, тя разбира, че може да е следващата мишена. Романът получава Международната награда за трилър за най-добър роман за юноши и наградата „Математическа книга“ като признание за включването на математиката в детската литература.
Следващата ѝ фентъзи поредица „Сезоните на бурята“ е издадена в периода 2020 – 2021 г. В историята, в една студена нощ, Джак Сомърс е изправен пред избор – да живее вечно според древните магически правила на Гея или да умре. Той се превръща в Зима, физическо въплъщение на сезона на Земята. Но правилата са, че трябва всяка година да убие сезона, който е преди него. Но Джак и Фльор, Зима и Пролет, се влюбват един в друг, а това техният създател няма да приеме.
През 2021 г. е издаден първият ѝ роман „Финли Донован се справя убийствено добре“ от поредицата ѝ хумористични трилъри „Финли Донован“. Денят на писателката Финли Донован е напрегнат – бившият ѝ съпруг отказва да плаща издръжка, хонорарът за бъдещата ѝ книга е отдавна изхарчен, а децата ѝ имат свои потребности. Тя се среща на обяд с литературния си агент за отсрочка на криминалния си роман. Но случайна слушателка на обясненията ѝ тълкува погрешно разказаната му история и ѝ предлага много пари за убийство на мафиот, пари, които ѝ трябват. Романът става бестселър в списъка на „Ню Йорк Таймс“.
Ел Косимано е омъжена от 1991 г. и има двама сина. Живее със семейството си в района на планината Блу Ридж в Централна Вирджиния.

## Произведения

### Самостоятелни романи
- Holding Smoke (2016)[1][2][3]
- The Suffering Tree (2017)

### Поредица „Ниърли изчезва“ (Nearly Gone)
1. Nearly Gone (2014)[1][2][3]
2. Nearly Found (2015)

### Поредица „Сезоните на бурята“ (Seasons of the Storm)
1. Seasons of the Storm (2020)[1][2][3][4]
2. Seasons of Chaos (2021)

### Поредица „Финли Донован“ (Finlay Donovan)
1. Finlay Donovan Is Killing It (2021)[1][2][3]
Финли Донован се справя убийствено добре, изд.: „Сиела“, София (2023), прев. Анна Орешкова
2. Finlay Donovan Knocks 'Em Dead (2022)
3. Finlay Donovan Jumps the Gun (2023)
4. Finlay Donovan Rolls the Dice (2024)

- Veronica Ruiz Breaks the Bank (2023)